# Дортмундский скоростной трамвай
Дортмундский скоростной трамвай (нем. Stadtbahn Dortmund) — система линий скоростного трамвая-метротрама (нем. stadtbahn) в городе Дортмунде (федеральная земля Северный Рейн-Вестфалия).   Вместе с другими видами общественного транспорта система является составной частью транспортной системы «Рейн-Рур». Оператором системы является компания Dortmunder Stadtwerke AG (DSW21).

## История
В 60-х годах XX века начал реализовываться проект связанной сети скоростного рельсового транспорта в городах Рейнско-Рурского региона. Первым в рамках этого проекта 5 октября 1967 года был открыт метротрам города Эссен.
В 1976 году был введен в строй первый участок Kirchderne — Grevel Дортмундского метротрама, строительство которого было начато 22 октября 1969 года. Это был полностью наземный участок длиной 4,1 км с шестью станциями.

27 мая 1983 года был запущен первый подземный участок длиной 1,5 км с двумя станциями Hörde и Clarenberg. Но ещё год существующие линии использовались только трамваями маршрутов 401 и 406. Официальное открытие Дортмундского метротрама состоялось 2 июня 1984 года запуском маршрутов U41 и U49.

### История ввода участков в эксплуатацию
| Участок        | Участок                                                        | Открытие         | Маршруты (сегодня) |
| -------------- | -------------------------------------------------------------- | ---------------- | ------------------ |
| В эксплуатации | Kirchderne — Grevel (4,1 км; 6 станций)                        | 1976 год         | U42                |
| В эксплуатации | Hörde — Clarenberg (1.5 км; 2 станции)                         | 1983 год         | U41                |
| В эксплуатации | Hacheney — Münsterstraße/Schützenstraße (9,5 км; 11 станций)   | 1984 год         | U41, U49           |
| В эксплуатации | Märkischestraße — Willem-van-Vloten-Straße (2,7 км; 3 станции) | 1986 год         | U41                |
| В эксплуатации | Remydamm (0,3 км; 1 станция)                                   | 1990 год         | U45, U46           |
| В эксплуатации | Hafen — Huckarde Bushof (3,4 км; 4 станции)                    | 1992 год         | U47                |
| В эксплуатации | Stadtgarten — Franz-Zimmer-Siedlung (6,5 км; 11 станций)       | 1992 год         | U42                |
| В эксплуатации | Stadtgarten — Städtische Kliniken (0,6 км; 1 станция)          | 1995 год         | U42                |
| В эксплуатации | Stadtgarten — Polizeipräsidium (1,3 км; 2 станции)             | 1996 год         | U45, U46           |
| В эксплуатации | Polizeipräsidium — Westfalenhallen (0,4 км; 1 станция)         | 1998 год         | U45, U46           |
| В эксплуатации | Städtische Kliniken — Grotenbachstraße (5,2 км; 9 станций)     | 2002 год         | U42                |
| В эксплуатации | Unionstraße — Ostentor (1,8 км; 3 станции)                     | 2008 год         | U43, U44           |
| Планируется    | Hacheney — Wellinghofen/Godekinstraße                          | пока не известно | U49                |
| Планируется    | Westfalenhütte — Kirchderne Bahnhof                            | пока не известно | U44                |
| Планируется    | Huckrade Abzweig — Castrop-Rauxel/Ickern                       | пока не известно | U47                |
| Планируется    | Clarenberg — Overgünne                                         | пока не известно | U41                |

## Маршрутная сеть
В настоящее время дортмундский метротрам имеет 8 маршрутов. 7 маршрутов проходят в черте города. Маршрут U-41 выходит за пределы города и имеет конечную остановку в г.Брамбауэр. В дортмундском метротраме имеются 122 станции, из них 25 подземные. 3 станции являются пересадочными. Действует линейно-маршрутная система движения трамваев.
| Номер маршрута | Направление маршрута | Кол-во остановок (подземных) |
| -------------- | --- | ---------------------------- |
| U41            | DO-Hörde Clarenberg — Hörde Bf — Märkische Str. — Stadthaus — Stadtgarten — Dortmund Hbf — Fredenbaum — Grävingholz — Brechten Zentrum — Brambauer Verkehrshof                         | 28 (12)                      |
| U42            | DO-Hombruch Grotenbachstraße — Barop Parkhaus — Theodor-Fliedner-Heim — Möllerbrücke — Städtische Kliniken — Stadtgarten — Schulte Rödding — Kirchderne — Scharnhorst Zentrum — Grevel | 28 (7)                       |
| U43            | DO-Dorstfeld — Westentor — Kampstraße — Brackel — Asseln Aplerbecker Straße — Am Hagedorn — Wickede Post/DO-Wickede S                                                                  | 34 (5)                       |
| U44            | DO-Marten — Dorstfeld — Westentor Kampstraße — Westfalenhütte | 19 (4)                       |
| U45            | Dortmund Westfalenhallen — Markgrafenstr. — Stadthaus — Stadtgarten — Dortmund Hbf ( — Hafen)                                                                                          | 8 (7)                        |
| U46            | Dortmund Westfalenhallen — Saarlandstraße — Stadtgarten — Brunnenstraße | 8 (8)                        |
| U47            | DO-Westerfilde — Huckarde — Hafen — Dortmund Hbf — Stadtgarten — Stadthaus — Märkische Str. — Westfalendamm — Aplerbeck                                                                | 27 (8)                       |
| U49            | DO-Hacheney — Rombergpark — Westfalenpark — Markgrafenstraße — Stadthaus — Stadtgarten — Kampstraße — Dortmund Hauptbahnhof — (Hafen)                                                  | 11 (8)                       |

## Подвижной состав
| Тип                                | Годы выпуска                    | Серии   |
| ---------------------------------- | ------------------------------- | ------- |
| B80C (B6C) (Stadtbahnwagen B)      | 1986−1993                       | 301—343 |
| B80C8 (B8C, реконструкция из B6C)  | 1993-1994                       | 344—354 |
| B80C8 (B8C) (Stadtbahnwagen B)     | 1994−1999                       | 355—364 |
| B100S (B1C) (Stadtbahnwagen B)     | 1974, реконструкция в 2007—2008 | 401—410 |
| NGT8 (U43/44) (Bombardier Flexity) | 2007-2010                       | 1-47    |
| N8C (U43/44) (Stadtbahnwagen N)    | 1979−1983                       | 107−154 |

## Интервал движения
| Маршрут | Интервал                                                                                                  |
| ------- | --- |
| U41     | Brechten: 10 мин.; вечером/по воскресеньям — 15 мин. Brambauer: 20 мин.; вечером/по воскресеньям — 30 мин |
| U42     | 10 мин.; вечером/по воскресеньям — 15 мин.                                                                |
| U43     | 5-10 мин.; вечером/по воскресеньям — 15 мин.                                                              |
| U44     | 10 мин.; вечером/по воскресеньям — 15 мин.                                                                |
| U45     | 10 мин.; вечером/по воскресеньям — 15 мин                                                                 |
| U46     | 10 мин.; вечером/по воскресеньям — 15 мин                                                                 |
| U47     | 10 мин.; вечером/по воскресеньям — 15 мин                                                                 |
| U49     | 10 мин.; вечером/по воскресеньям — 15 мин                                                                 |

## Время работы и стоимость проезда
Метротрам работает с 3:30 (на некоторых линиях с 4:30) до 00:45 (в пятницу и субботу — до 2:30).
Стоимость проездных билетов:
| Билет                                 | Зона А (в пределах города) | Зона B (за пределы города) |
| ------------------------------------- | -------------------------- | -------------------------- |
| Одиночный взрослый                    | 2,50 €                     | 4,70 €                     |
| Одиночный детский (до 15 лет)         | 1,40 €                     | 1,40 €                     |
| Короткая поездка (1 остановка)        | 1,50 €                     | —                          |
| Дневной проездной на одного пассажира | 6,50 €                     | 10,90 €                    |
| Дневной проездной на 5 человек        | 12,20 €                    | 18,10 €                    |